# 中嶋一成
中嶋 一成（なかじま かずなり、1972年7月19日 - ）は、日本の男性声優。神奈川県横浜市出身。アーツビジョン所属。中島 一成は誤記。

## 略歴
2006年3月までは大平プロダクション（一時期モアナ・ファクトリーにマネージメントを委託）に所属していた。大平透声優ゼミナール出身。

## 人物
家は建築業を営んでいる。
趣味・特技は映画鑑賞、格闘技観戦、料理。

## 出演作品

### 吹き替え

#### 映画
- アフターショック/ニューヨーク大地震（ヘリコプターのパイロット、テレビの声、救助隊員、兵士、他）
- エイリアン4 ※テレビ版
- エグゼクティブ・コマンド ※テレビ版
- エンド・オブ・ザ・ワールド（記者、少年）
- オペレーション・ノア
- 案山子男（チャド）※中島一成とグレジット
- クラッシュ・ダイブ 急速潜航
- クラッシュ・ダイブ2 沈黙の潜水艦
- ザ・コンヴェント〜死霊復活〜（ビフ）
- スターゲイト 真実のアーク（ウォルター・ハリマン）
- スラップ・ショット
- 戦火の勇気
- ダークロード 〜闇夜の逃亡者〜（ファビアン）
- ビーン 特別編 ※フジテレビ版
- ブラッダ（ジャック・ウォールド〈ジョン・サヴェージ〉、マーク・ドレイトン博士、アル・クランプ）
- ブレイク・スルー 極秘機動部隊
- マーキュリー・ミッション（ジェイソン）

#### ドラマ
- エド 〜人生のスプリット〜（ゴドフリー）
- L.A.大捜査線 マーシャル・ロー（ファガル、男A）
- サード・ウォッチ（サム）
- シャーリー・ホームズの冒険（ノックス、手下、警備員1、フロアディレクター）
- スターゲイト SG-1（ウォルター・ハリマン、ケイシー、ジャファ、ワッツ、ブレット・ランガム、軍曹、男の声、兵士、奴隷、委員、他）
- スターゲイト アトランティス（ウォルター・ハリマン）
- ニキータ（アメッド、メンバー1、ポン引き、警官）
- パワーレンジャーシリーズ
  - パワーレンジャー（ゴルダー、アーニー、カーティス、スピード・シャーク、オイスターモンスター、プリゴリラ、オクトファントム、DC、マグネット・ブレイン、他）
  - パワーレンジャー・イン・スペース（ゴルダー、クランク）
  - パワーレンジャー・ロスト・ギャラクシー（フィッシュフェイス）
- V.I.P.（エイドリアン・ゴンザレス、ブレーク・トンプソン）

#### テレビ番組
- リズム・イングリッシュ（ナレーション）
- レリック・ハンター 秘宝を捜せ（カメラマン）

#### アニメ
- スーパーマン（ジョニー、クリプトン星議員、マンハイムの部下、清掃夫、囚人、博物館の職員、船長、他）

### その他コンテンツ
- おもしろ動物ビデオショー（ナレーション）
- 湘南台文化センターこども館
  - スターライトクルーズ 〜秋冬編〜
  - スターライトクルーズⅡ 〜春夏編〜
- 栃木県子ども総合科学館 奇跡の惑星（プラネタリュウム解説員）